# Liste der Baudenkmale in Goslar - Vititorwall
In der Liste der Baudenkmale in Goslar - Vititorwall sind alle Baudenkmale in der Straße Vititorwall der niedersächsischen Gemeinde Goslar aufgelistet. Die Quelle der Baudenkmale ist der Denkmalatlas Niedersachsen. Der Stand der Liste ist der 25. September 2022.

## Allgemein
In den Spalten befinden sich folgende Informationen:
- Lage: die Adresse des Baudenkmales und die geographischen Koordinaten. Kartenansicht, um Koordinaten zu setzen. In der Kartenansicht sind Baudenkmale ohne Koordinaten mit einem roten Marker dargestellt und können in der Karte gesetzt werden. Baudenkmale ohne Bild sind mit einem blauen Marker gekennzeichnet, Baudenkmale mit Bild mit einem grünen Marker.
- Bezeichnung: Bezeichnung des Baudenkmales
- Beschreibung: die Beschreibung des Baudenkmales. Unter § 3 Abs. 2 NDSchG werden Einzeldenkmale und unter § 3 Abs. 3 NDSchG Gruppen baulicher Anlagen und deren Bestandteile ausgewiesen.
- ID: die Objekt-ID des Baudenkmales
- Bild: ein Bild des Baudenkmales, ggf. zusätzlich mit einem Link zu weiteren Fotos des Baudenkmals im Medienarchiv Wikimedia Commons. Wenn man auf das Kamerasymbol klickt, können Fotos zu Baudenkmalen aus dieser Liste hochgeladen werden:

Zurück zur Hauptliste
| Lage                                        | Bezeichnung       | Beschreibung | ID       | Bild |
| ------------------------------------------- | ----------------- | --- | -------- | ---- |
| Vititorwall 51° 54′ 35″ N, 10° 25′ 29″ O    | Wallgraben        | Fragment des Wallgrabens zwischen Innerer und Äußerer Stadtmauer entlang des Vititorwalls. | 41199750 |      |
| Vititorwall 51° 54′ 35″ N, 10° 25′ 28″ O    | Äußere Stadtmauer | Fragment der historischen Stadtbefestigung (äußerer Mauerring) entlang des Vititorwalls im Bereich des Wallgrabens vor der Neuwerkkirche, erbaut vermutlich ab etwa 1500, Bruchsteinmauerwerk im westlichen Bereich, Quadermauerwerk im östlichen Bereich. | 41199772 |      |
| Vititorwall 2 51° 54′ 35″ N, 10° 25′ 26″ O  | Wohnhaus          | | 36624644 |      |
| Vititorwall 2 51° 54′ 35″ N, 10° 25′ 26″ O  | Vorgarten         | | 36626040 |      |
| Vititorwall 2 51° 54′ 34″ N, 10° 25′ 27″ O  | Einfriedung       | | 36627106 |      |
| Vititorwall 3 51° 54′ 34″ N, 10° 25′ 25″ O  | Wohnhaus          | | 36624673 |      |
| Vititorwall 4 51° 54′ 34″ N, 10° 25′ 24″ O  | Wohnhaus          | | 36624703 |      |
| Vititorwall 5 51° 54′ 33″ N, 10° 25′ 23″ O  | Wohnhaus          | | 36624733 |      |
| Vititorwall 6 51° 54′ 33″ N, 10° 25′ 22″ O  | Wohnhaus          | | 36624763 |      |
| Vititorwall 6 51° 54′ 33″ N, 10° 25′ 23″ O  | Vorgarten         | | 36626139 | BW   |
| Vititorwall 7 51° 54′ 33″ N, 10° 25′ 21″ O  | Haus Franck       | Einfamilienhaus, erbaut 1929–30 nach Entwürfen des Goslarer Architekturbüros Heinrich Ehelolf & Daniel Heister für Walter Franck. Zweigeschossiger Massivbau mit flach geneigtem Walmdach, frei stehend in offener Straßenrandbebauung; im EG gerundeter Vorbau (Westseite) und rechtwinkeliger Vorbau (Südseite), im OG Loggia (Nordwestecke); Putzfassade, horizontale Fensterbänder mit Backsteinmauerwerk zwischen den Fenstern. | 36624793 |      |
| Vititorwall 9 51° 54′ 32″ N, 10° 25′ 19″ O  | Schulamt          | | 36624823 |      |
| Vititorwall 9 51° 54′ 32″ N, 10° 25′ 20″ O  | Vorgarten         | | 36626113 | BW   |
| Vititorwall 10 51° 54′ 32″ N, 10° 25′ 18″ O | Wohnhaus          | | 36624855 |      |
| Vititorwall 11 51° 54′ 31″ N, 10° 25′ 17″ O | Wohnhaus          | | 36624880 |      |
| Vititorwall 13 51° 54′ 31″ N, 10° 25′ 15″ O | Wohnhaus          | | 36624907 |      |
| Vititorwall 19 51° 54′ 33″ N, 10° 25′ 25″ O | Wohnhaus          | Zweigeschossiger Massivbau mit Satteldach, frei stehend; starke baukörperliche Gliederung, Fassade verputzt, EG mit Rustika. | 36624933 |      |
| Vititorwall 19 51° 54′ 33″ N, 10° 25′ 24″ O | Vorgarten         | Vorgarten | 36626845 | BW   |
| Vititorwall 20 51° 54′ 32″ N, 10° 25′ 24″ O | Wohnhaus          | Zweieinhalbgeschossiger Bau, EG als Massivbau, OGs als Fachwerkbau, frei stehend; starke baukörperliche Gliederung, straßenseitig Mittelrisalit, an der Nordwestecke zweigeschossiger Loggiavorbau, Fassade fachwerksichtig, Sockelgeschoss verputzt. | 36624993 |      |
| Vititorwall 20 51° 54′ 33″ N, 10° 25′ 24″ O | Vorgarten         | Vorgarten mit Einfriedung | 36626872 | BW   |
| Vititorwall 21 51° 54′ 31″ N, 10° 25′ 23″ O | Wohnhaus          | Zweieinhalbgeschossiger Bau, EG als Massivbau, OGs als Fachwerkbau, frei stehend; starke baukörperliche Gliederung, Fassade fachwerksichtig, Sockelgeschoss verputzt. | 36625026 |      |
| Vititorwall 21 51° 54′ 32″ N, 10° 25′ 22″ O | Vorgarten         | Vorgarten, Einfriedung bestehend aus Eisenzaun mit Sandsteinpfeilern. | 36626491 | BW   |
| Vititorwall 27 51° 54′ 30″ N, 10° 25′ 16″ O | Haus Weckert      | Einfamilienhaus mit Arztpraxis im Erdgeschoss, erbaut 1924–25 nach Entwürfen won Walther Illig für Dr. med. Weckert. Zweigeschossiger Massivbau mit Mansardkrüppelwalmdach, giebelständig; Putzfassade. | 36598665 |      |
| Vititorwall 27 51° 54′ 29″ N, 10° 25′ 17″ O | Gartenpavillon    | | 36566521 | BW   |
| Vititorwall 27 51° 54′ 30″ N, 10° 25′ 17″ O | Garten            | Gartenfläche zwischen Vititorwall und Zehntstraße, bestehend aus Vorgarten zum Vititorwall und rückwärtigem Gartengelände zur Zehntstraße. Straßenseitige Einfriedung, bestehend aus Mauerzug mit Pfosten sowie hölzernem Zaun. Architekt: Walther Illig. Bauherr: Dr. med. Weckert | 36599783 |      |